# Antoni Jordà i Novas
Antoni Jordà i Novas (Sant Boi de Llobregat, 29 de març de 1945 - 28 de desembre de 2016) va ser un polític català.

## Biografia
Va treballar com a pèrit industrial en una empresa familiar. Fou membre de l'Assemblea de Catalunya i participà en la campanya Volem l'Estatut. El 1977 s'afilià a Convergència Democràtica de Catalunya, de la que n'ha estat ha estat cap del consell del Baix Llobregat (1979-1980) i regidor de l'ajuntament de Sant Boi de Llobregat a les eleccions municipals de 1979 i 1983. El 1981-1983 fou tinent d'alcalde i el 1983 portaveu municipal de CiU. També fou diputat de la Diputació de Barcelona.
Fou elegit diputat per Convergència i Unió a les eleccions al Parlament de Catalunya de 1988. De 1990 a 1992 fou secretari de la Comissió d'Estudi sobre el Pla Hidrològic de les Conques Internes de Catalunya. També ha estat conseller delegat d'ADIGSA, de la qual també en fou director el 1986-1988. També fou vicealcalde i ponent de política de Promoció Econòmica el 1998.